# Anomophysis hainana
Anomophysis hainana là một loài bọ cánh cứng trong họ Cerambycidae.